# Краснодар-2000
«Краснода́р-2000» — российский футбольный клуб из Краснодара, существовавший с 2000 по 2011 год.

## История
История создания команды относится к 1999 году. Юношеская сборная региона «Кавказ», состоявшая из футболистов Краснодарского края, республик Адыгеи и Дагестана, готовились к чемпионату России по футболу среди юношей 1984 года рождения. Команду возглавили председатель краевой федерации футбола Г. К. Безбогин и главный тренер А. Ф. Поскотин, финансировал А. Б. Молдованов. В итоге команда стала чемпионом России.
В 2000 году команда, получившая название «Центр-Р-Кавказ», выигрывает региональный турнир лучших команд региона «Кавказ», становится серебряным призёром Первенства России среди КФК и завоёвывает право выступать во втором дивизионе российского чемпионата.
В конце 2000 года в структуре «Центр-Р-Кавказ» был создан футбольный клуб «Краснодар-2000», президентом которого стал А. Б. Молдованов. Команду возглавил Николай Южанин.
Первый официальный матч команда провела 24 марта 2001 года в розыгрыше Кубка России сезона-2001/2002.
Команде принадлежат два российских рекорда, которые она установила в матче с «Локомотив-Тайм» (Минеральные Воды). Соперник был побеждён со счётом 16:1, а лидер нападения «Краснодар-2000» Игорь Киселёв забил 10 мячей.
В феврале 2011 года генеральный директор клуба Александр Молдованов сообщил, что команда не будет играть во Втором дивизионе, а имевшие контракты футболисты будут трудоустроены в «Кавказтрансгаз-2005» из Рыздвяного.

## Названия команды
- 2000—2001 «Центр-Р-Кавказ»
- 2001—2011 «Краснодар-2000»

## Цвета клуба
| Красный | Синий |

## Рекордсмены клуба
Наибольшее количество матчей за клуб (2 дивизион):
- Александр Сторожук — 97
- Сергей Удод — 88

Наибольшее количество голов за клуб (2 дивизион):
- Игорь Киселёв — 65
- Николай Бояринцев — 21

## Статистика выступлений

### В чемпионатах России
| Сезон | Лига                        | Место | Примечания               |
| ----- | --------------------------- | ----- | ------------------------ |
| 2000  | КФК России, Кавказ (МРО Юг) | 1     |                          |
| 2000  | КФК России, Финал           | 2     | Выход во Второй дивизион |
| 2001  | Второй дивизион, зона «Юг»  | 4     |                          |
| 2002  | Второй дивизион, зона «Юг»  | 5     |                          |
| 2003  | Второй дивизион, зона «Юг»  | 3     |                          |
| 2004  | Второй дивизион, зона «Юг»  | 10    |                          |
| 2005  | Второй дивизион, зона «Юг»  | 10    |                          |
| 2006  | Второй дивизион, зона «Юг»  | 15    |                          |
| 2007  | Второй дивизион, зона «Юг»  | 8     |                          |
| 2008  | Второй дивизион, зона «Юг»  | 15    |                          |
| 2009  | Второй дивизион, зона «Юг»  | 9     |                          |
| 2010  | Второй дивизион, зона «Юг»  | 5     |                          |

### В кубках России
| Сезон   | Стадия |
| ------- | ------ |
| 2001/02 | 1/128  |
| 2002/03 | 1/32   |
| 2003/04 | 1/128  |
| 2004/05 | 1/32   |
| 2005/06 | 1/256  |
| 2006/07 | 1/64   |
| 2007/08 | 1/128  |
| 2008/09 | 1/128  |
| 2009/10 | 1/256  |
| 2010/11 | 1/256  |

## Главные тренеры
| Главный тренер | С | Период    |
| -------------- | - | --------- |
| Николай Южанин |   | 2000—2003 |
| Игорь Захаряк  |   | 2003—2004 |
| Андрей Юдин    |   | 2005—2006 |
| Игорь Захаряк  |   | 2006—2007 |
| Михаил Афонин  |   | 2007—2008 |
| Игорь Захаряк  |   | 2009      |
| Игорь Никитин  |   | 2010      |